# Prix Ali-Hawas
Le prix Ali-Hawas est une course hippique de trot monté se déroulant fin mars (fin février ou début mars avant 2021) sur l'hippodrome de Vincennes.
C'est une course de Groupe II réservée aux pouliches de 3 ans, ayant obtenu une allocation.
Elle se court sur la distance de 2 700 mètres — 2 200 mètres de 2021 à 2023 — (grande piste), départ volté, et l'allocation s'élève à 120 000 €, dont 54 000 € pour le vainqueur.
Son équivalent pour les mâles est le prix Félicien-Gauvreau ayant lieu le même jour.
La course est créée en 2004, étant alors ouverte aux mâles et femelles. Elle est classée Groupe  II, réservée aux femelles et transférée à la fin du meeting d'hiver l'année suivante. Elle honore la mémoire d'Ali Hawas (1926-2004). Né en Tunisie, il s'intéresse après un début de carrière de boxeur aux chevaux. Arrivé en France en 1949, il travaille successivement pour Jan Kruithof, Charley Mills, André Poupard et Alfred Lefèvre. Il devient entraineur à son compte dans les années 1970 et devient dans les années 1980-1990 l'un des plus grands professionnels du trot, drivant souvent lui-même ses pensionnaires dont le plus titré est Speed Clayettois.

## Palmarès depuis la création en 2004
| Année | Vainqueur          | Père              | Jockey                  | Entraîneur               | Distance | Réd.km |
| ----- | ------------------ | ----------------- | ----------------------- | ------------------------ | -------- | ------ |
| 2025  | Masina de Tillard  | Face Time Bourbon | Mathieu Mottier         | Thierry Duvaldestin      | 2 700 m  | 1'14"5 |
| 2024  | Lexie de Banville  | Réal de Lou       | Adrien Lamy             | Thomas Levesque          | 2 700 m  | 1'14"2 |
| 2023  | Kandora Bella      | Prodigious        | Camille Levesque        | Thomas Levesque          | 2 200 m  | 1'14"2 |
| 2022  | Junon du Léard     | Briac Dark        | Paul-Philippe Ploquin   | Alexis-Philippe Grimault | 2 200 m  | 1'13"8 |
| 2021  | I Love You         | Love You          | Mathieu Mottier         | Mme Danielle Mottier     | 2 200 m  | 1'15"1 |
| 2020  | Hytte du Terroir   | Boccador de Simm  | Alexandre Abrivard      | Laurent-Claude Abrivard  | 2 700 m  | 1'16"1 |
| 2019  | Gee                | Brutus de Bailly  | Matthieu Abrivard       | Bruno Bourgoin           | 2 700 m  | 1'16"6 |
| 2018  | Ferreteria         | Goetmals Wood     | Matthieu Abrivard       | Yves Boireau             | 2 700 m  | 1'16"8 |
| 2017  | Évidence Roc       | Paris Haufor      | Émilie Le Beller        | Émilie Le Beller         | 2 700 m  | 1'16"  |
| 2016  | Diva Charentaise   | Prince Gédé       | François Lagadeuc       | Jean-Michel Baudoin      | 2 700 m  | 1'16"8 |
| 2015  | Ciperla Mag        | Quaker Jet        | Mathieu Mottier         | Bruno Bourgoin           | 2 700 m  | 1'17"4 |
| 2014  | Bomba              | Goetmals Wood     | Yoann Lebourgeois       | Philippe Allaire         | 2 700 m  | 1'16"8 |
| 2013  | Arca des Jacquets  | Prodigious        | Éric Raffin             | Philippe Moulin          | 2 700 m  | 1'16"1 |
| 2012  | Vipsie Griff       | Gros Grain        | Éric Raffin             | Sébastien Guarato        | 2 700 m  | 1'15"6 |
| 2011  | Union d'Urzy       | Coktail Jet       | Pierre-Yves Verva       | Thierry Duvaldestin      | 2 700 m  | 1'17"7 |
| 2010  | Troïka du Corta    | Love You          | Yoann Lebourgeois       | Philippe Allaire         | 2 700 m  | 1'16"5 |
| 2009  | Symphonie du Bois  | Big Prestige      | Nathalie Henry          | Jean-Luc Dersoir         | 2 700 m  | 1'18"5 |
| 2008  | Romance du Ruel    | Jam Pridem        | Éric Raffin             | Franck Anne              | 2 175 m  | 1'14"9 |
| 2007  | Quokine Berry      | Chef du Châtelet  | Laurent-Claude Abrivard | Jean-Michel Bazire       | 2 175 m  | 1'15"8 |
| 2006  | Postania de Viette | Viking's Way      | Nathalie Henry          | Frédéric Prat            | 2 175 m  | 1'17"2 |
| 2005  | Orélie de Retz     | First de Retz     | Philippe Masschaele     | Luc Roelens              | 2 175 m  | 1'18"8 |
| 2004  | Nancy Menuet       | Goetmals Wood     | Éric Raffin             | Yannick Gervais          | 2 200 m  | 1'19"  |